# Эристов, Георгий Романович
Князь Георгий Романович Эристов (Эристави; 1812—1891) — русский военачальник, генерал от инфантерии (19.04.1881), наказной атаман Кавказского линейного казачьего войска (18.02.1852-15.05.1855), Кутаисский генерал-губернатор (08.02.1858-13.05.1861).
Сын князя Реваза (Романа) Георгиевича Эристави-Ксанского (? — 1813) и царевны Анастасии (1763—1838), дочери Ираклия II. Первоначальное образование получил в благородном училище в Тифлисе, продолжил учёбу в Школе гвардейских подпрапорщиков и юнкеров. Поступил на воинскую службу в 1829 году.
В молодые годы князь Эристов был вовлечён в антирусское движение. Деятельность кружка была обнаружена, и правительство выслало его членов на несколько лет во внутренние губернии империи. Прапорщика князя Эристова направили на службу в архангельский гарнизон. Два или три года находился в ссылке.
Затем последовала служба на Волыни. Участвовал в подавлении Польского восстания 1830-1831 годов, принимал участие в сражении под Остроленкой и штурме Варшавы.
Затем проходил службу в Москве и Петербурге. Князь М. С. Воронцов нашёл его уже в штаб-офицерских чинах, заметил и выдвинул вперёд. Князь Эристов был назначен начальником центра Кавказской линии.
6 декабря 1850 года произведён в генерал-майоры и 20 ноября 1851 года награждён орденом Святого Станислава 1-й степени.
18 февраля 1852 года князь Эристов был назначен на место убитого чеченцами генерал-майора Ф. А. Круковского наказным атаманом Кавказского линейного казачьего войска. Заняв место наказного атамана, он с особенным усердием занимался вопросами обводнения и орошения безводных территорий Кавказского казачьего войска. В бывшей Терской области (ныне левобережная Чечня) до сих пор существует канал его имени.
Наказным атаманом князь Эристов фактически был недолго - до июля 1853 года (официально им оставался до мая 1855 года), когда по состоянию здоровья уехал в Тифлис. Он передал исполнение обязанностей наказного атамана начальнику своего штаба полковнику Мартину Мартиновичу Мейеру.
15 мая 1855 года, на место князя Г.Р. Эристова, который был зачислен по кавалерии, наказным атаманом Кавказского линейного казачьего войска был назначен генерал-майор Н. А. Рудзевич.
В 1856 году князь Эристов, после выздоровления, усердно принялся за службу и был назначен 2 марта 1856 года состоять для особых поручений при командире Отдельного Кавказского корпуса. 
8 февраля 1858 года, состоявший при Кавказской армии, генерал-майор и князь Эристов был назначен Кутаисским генерал-губернатором и командующим там войсками, с производством в генерал-лейтенанты. С 13 мая 1861 года он состоял при наместнике Кавказа, а затем служил при командующем войсками Кавказского военного округа и жил в городе Гори. За многолетнюю и усердную службу Российской империи грузинский князь и генерал от кавалерии, произведён 19 апреля 1881 года, Г. Р. Эристов 15 мая 1883 года (в день коронации российского императора Александра III) был награждён орденом Святого Александра Невского.

## Семья
- Женат был на княжне Анне Ивановне Аргутинской-Долгорукой (1826 —?)[1].
- Сын Захарий (1844—1912)[1].

## Награды
- Знак отличия Военного ордена (1831)
- Орден Святой Анны 4-й степени (1831)
- Орден Святой Анны 3-й степени с бантом (15.02.1832)
- Знак отличия за Военное достоинство 4-й степени (1832)
- Орден Святого Владимира 4-й степени с бантом (1840)
- Орден Святого Станислава 2-й степени (11.10.1842)
- Орден Святой Анны 2-й степени (27.09.1846)

- Орден Святого Владимира 3-й степени (26.08.1848)

- Орден Святого Станислава 1-й степени (20.11.1851)

- Орден Святой Анны 1-й степени (06.12.1852)

- Орден Святого Владимира 2-й степени с мечами (1858)

- Орден Белого орла (1862)

- Орден Святого Александра Невского (15.05.1883)

- Алмазные знаки к ордену Святого Александра Невского (06.10.1888)